# Kaukázusi vaddisznó
A kaukázusi vaddisznó (Sus scrofa attila) az emlősök (Mammalia) osztályának párosujjú patások (Artiodactyla) rendjébe, ezen belül a disznófélék (Suidae) családjába tartozó vaddisznó (Sus scrofa) egyik alfaja.

## Előfordulása
A kaukázusi vaddisznó előfordulási területe Magyarország, Románia, Ukrajna, a Balkán-félsziget, a Kaukázus régió, a Kaszpi-tenger környéke, Anatólia és Irán északi része.

## Megjelenése
A nagytestű vaddisznó alfajok egyike. A könnycsontjai (os lacrimale) hosszúak. Habár a szőrzete sötét, mégis világosabb, mint az alapalfajként szolgáló európai vaddisznóé (Sus scrofa scrofa). Az európai vaddisznónál nagyobb és nehezebb.

## Képek

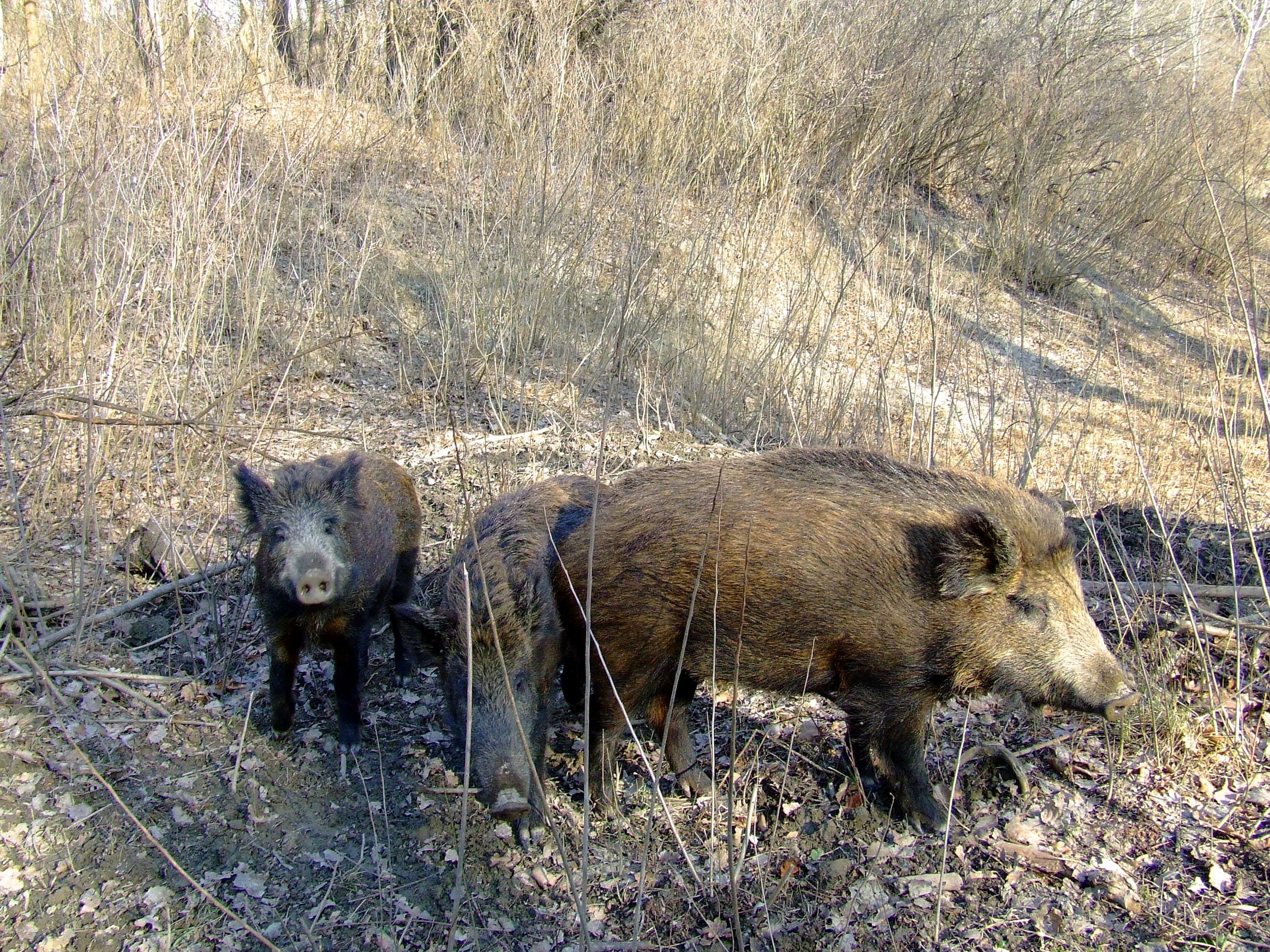
A gemenci erdőben
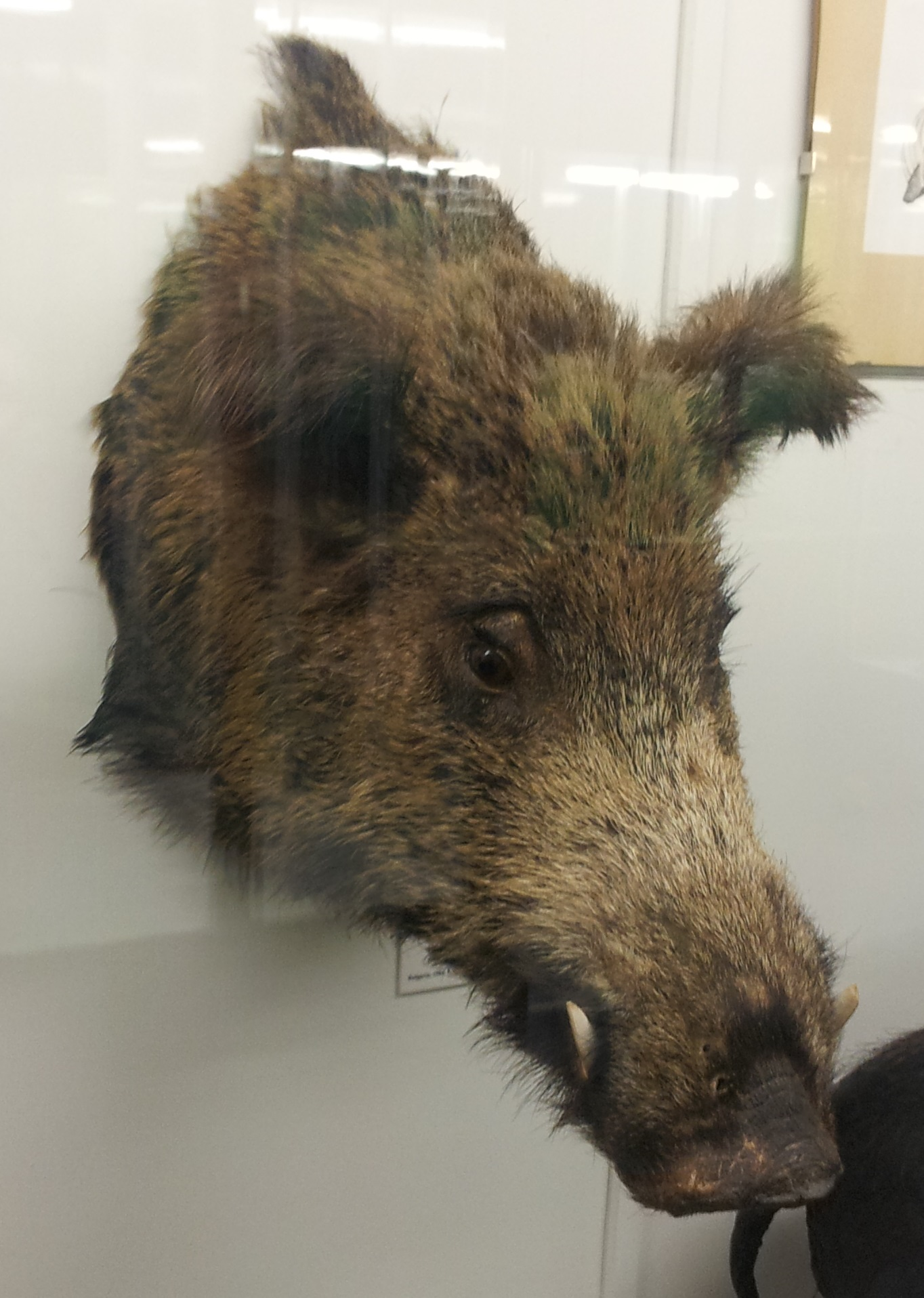
Kitömött példány (csak fej)
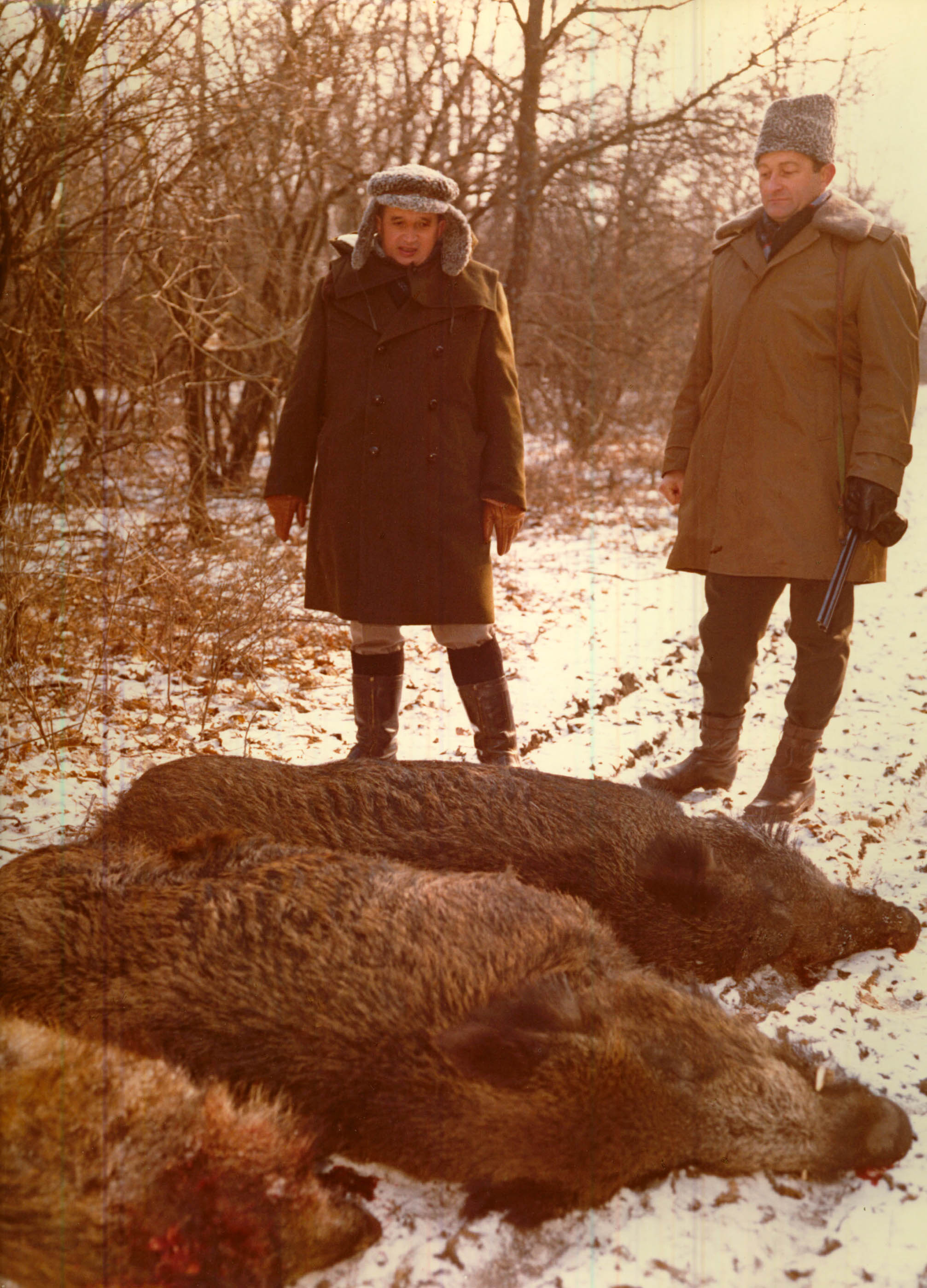
Nicolae Ceaușescu, Románia egykori kommunista diktátora által elejtett példányok, 1976-ban

## Fordítás
- Ez a szócikk részben vagy egészben  a   Wild boar című angol Wikipédia-szócikk ezen változatának fordításán alapul.  Az eredeti cikk szerkesztőit annak laptörténete sorolja fel. Ez a jelzés csupán a megfogalmazás eredetét és a szerzői jogokat jelzi, nem szolgál a cikkben szereplő információk forrásmegjelöléseként.